# Vario
Vario je čtvrté album norského producenta Savanta, a jeho druhé album pod touto přezdívkou. Bylo vydáno 22. února 2012.

## Seznam skladeb
| Pořadí         | Název                       | Délka   |
| -------------- | --------------------------- | ------- |
| 1.             | Splinter                    | 4:57    |
| 2.             | Vario                       | 3:20    |
| 3.             | Living iPod                 | 4:39    |
| 4.             | Mecha Blecka                | 4:35    |
| 5.             | Shadow (feat. Qwentalis)    | 6:48    |
| 6.             | Stormtrooper                | 4:19    |
| 7.             | Hero from the Past          | 3:28    |
| 8.             | Antipixel                   | 3:10    |
| 9.             | Ba-Da Bing!                 | 5:05    |
| 10.            | Party Machine               | 5:39    |
| 11.            | Champagne                   | 6:21    |
| 12.            | Heart-Shaped Mushroom Cloud | 3:39    |
| 13.            | Burgertime (Savant Theme)   | 3:03    |
| 14.            | Trust Issues                | 4:20    |
| 15.            | Fuck Nexus                  | 5:50    |
| 16.            | Thunderclout                | 5:47    |
| Celková délka: | Celková délka:              | 1:15:00 |